# Alapinova varianta španělské hry
Kromě Alapinovy hry existuje také Alapinova varianta ve španělské hře charakterizovaná tahy 1.e4 e5 2.Jf3 Jc6 3.Sb5 Sb4. Ani tato varianta však není z teoretického hlediska příliš významná a bílý zde obvykle získává určitou převahu, například prostřednictvím postupu 4.c3 (buď ihned, nebo po rošádě), po čemž černý ustoupí napadeným střelcem 4..Sa5 (ústup na e7 jen dává bílému jedno tempo k dobru oproti hlavním variantám španělské) na což bílý může zvolit postup 5.Ja3 (braní 5.Sxc6? dxc6 6.Jxe5 De7 nečiní černému potíže) s možným pokračováním 5..Sb6 6.Jc4 Jf6 7.d3 d6 8.a4 a6 9.Jxb6 cxb6 10.Sc4 a bílá pozice je výhodnější.